# Гаптофобія
Гаптофобія — рідкісна специфічна фобія, нав'язливий страх дотику оточуючих людей. Спостерігається при обсесивно-компульсивному розладі та психастенії. Проявляється як страх вторгнення або забруднення, що поширюється навіть на близьких знайомих людини з гаптофобією.
Гаптофобія є різновидом неврозу. Інші назви гаптофобії включають:
афефобія, гафефобія, гафофобія, гапнофобія, гаптефобія, тіксофобія.

## Симптоми
Основними симптомами гаптофобії є сильний стрес через дотики. Цей дискомфорт може викликати такі фізичні симптоми, як:
- Почастішання пульсу або прискорене серцебиття.
- Почервоніння шкіри або відчуття жару.
- Пітливість.
- Тремор або неконтрольоване тремтіння.
- Непритомність.
- Слабість.

Часто страх дотиків може спровокувати панічні атаки. Панічна атака — це раптовий епізод сильного страху, що зумовлює важкі фізичні реакції, без реальної небезпеки чи видимої причини.
Багато людей з гаптофобією, знають, що інтенсивність страху не пропорційна реальній загрозі дотику. Однак, керувати симптомами може бути важко. Страх перед дотиком стає фобією, коли симптоми:
- Сильнішають майже щоразу, коли вас торкаються.
- Заважають вашому повсякденному життю та стосункам.
- Тривають протягом шести місяців або більше місяців.

## Діагностика
Щоб діагностувати гаптофобію, Вам слід буде відповісти на такі запитання:
- Коли виникає страх?
- Як довго триває страх?
- Які симптоми Ви відчуваєте, коли думаєте про тілесні дотики?
- Які симптоми Ви відчуваєте, коли Вас торкаються?
- Якщо симптоми заважають Вашій повсякденній діяльності або стосункам?

## Лікування
- групова терапія;
- когнітивно-поведінкова терапія;
- медикаментозна терапія (що включає, в основному, лікування ефективними транквілізаторами або бета-блокаторами;
- психоаналіз (за консультаціями слід звертатися саме до психотерапевтів);
- експозиційна терапія.